# Olu Dara
Olu Dara (Natchez (Mississippi), 12 januari 1941) is een Amerikaanse trompettist, gitarist en zanger. Hij speelde in het verleden voor jazzmuzikanten als David Murray en Henry Threadgill. Daarna begon hij een solocarrière. Olu Dara is de vader van rapper Nas.

## Biografie
Olu Dara kwam in aanraking met muziek als hij op zevenjarige leeftijd een man ontmoette die hem met verschillende verschillende instrumenten laat kennismaken. Hij kiest voor de kornet en de piano. Twee jaar later richt hij en de man een band op, die optreedt in Mississippi en Louisiana. De band bestond uit 9 personen. Na zijn jeugd ging Olu Dara in de United States Navy. In 1964 zat zijn diensttijd erop en werd hij afgezet in New York. Hij besloot, onder meer wegens geldgebrek om te reizen, in New York te blijven. Olu Dara werkte bij veel verschillende bedrijven totdat hij zijn kornet weer oppakt en muziek ging spelen. Hij sloot zich aan bij bands en deed ervaring op. Uiteindelijk kreeg hij in de jaren 70 zijn eigen band en trad hij op in de grootste clubs in New York. De band kreeg wat aandacht van platenmaatschappijen maar die eisten allemaal dat Olu Dara's band een album zou opnemen. Daar had hij geen trek in en de band bleef actief in de clubs.
In 1998 bracht  Olu Dara een soloalbum uit: In the World: From Natchez to New York. In plaats van jazz voerden funk en reggae de boventoon. Zijn tweede album heette Neighborhoods en werd in 2001 uitgebracht.
Olu Dara heeft een aantal keer samengewerkt met Nas. In het nummer Life's A Bitch speelt hij kornet. Ook is Olu Dara te horen in het nummer Bridging the Gap, van het album Street's Disciple uit 2004.
Dara werd opgenomen in de Mississippi Musicians Hall of Fame.
- Bibsys: 13012388
- Bibliothèque nationale de France: cb13987752n (data)
- Gemeinsame Normdatei: 134797655
- International Standard Name Identifier: 0000 0000 8391 6524
- Library of Congress Control Number: nr91032716
- MusicBrainz: c6a841d8-78d4-4b76-afa0-b848afaf5edb
- Nationale Bibliotheek van Israël: 987007317191205171
- Réseau des bibliothèques de Suisse occidentale: 02-A016989116
- SNAC: w6qr50rp
- Système universitaire de documentation: 160319692
- Virtual International Authority File: 69124718
- WorldCat: E39PBJw4BKyggGQHJFpWhMCRKd